# Hafid Abdessadek
Hafid Abdessadek (15 febbraio 1979) è un ex calciatore marocchino, di ruolo centrocampista.

## Carriera

### Club
Ha sempre giocato nel campionato marocchino.

### Nazionale
Nel 2006 è sceso in campo due volte con la maglia della Nazionale.

## Statistiche

### Cronologia presenze e reti in nazionale
| Cronologia completa delle presenze e delle reti in nazionale ― Marocco | Cronologia completa delle presenze e delle reti in nazionale ― Marocco | Cronologia completa delle presenze e delle reti in nazionale ― Marocco | Cronologia completa delle presenze e delle reti in nazionale ― Marocco | Cronologia completa delle presenze e delle reti in nazionale ― Marocco | Cronologia completa delle presenze e delle reti in nazionale ― Marocco | Cronologia completa delle presenze e delle reti in nazionale ― Marocco | Cronologia completa delle presenze e delle reti in nazionale ― Marocco |
| Data                                                                   | Città                                                                  | In casa                                                                | Risultato                                                              | Ospiti                                                                 | Competizione                                                           | Reti                                                                   | Note                                                                   |
| ---------------------------------------------------------------------- | ---------------------------------------------------------------------- | ---------------------------------------------------------------------- | ---------------------------------------------------------------------- | ---------------------------------------------------------------------- | ---------------------------------------------------------------------- | ---------------------------------------------------------------------- | ---------------------------------------------------------------------- |
| 9-1-2006                                                               | Rabat                                                                  | Marocco                                                                | 3 – 0                                                                  | RD del Congo                                                           | Amichevole                                                             | -                                                                      | 77’                                                                    |
| 17-1-2006                                                              | Rabat                                                                  | Marocco                                                                | 2 – 2                                                                  | Angola                                                                 | Amichevole                                                             | -                                                                      | 67’                                                                    |
| Totale                                                                 |                                                                        | Presenze                                                               | 2                                                                      |                                                                        | Reti                                                                   | 0                                                                      |                                                                        |